# Richard Perry
Richard Perry (* 18. Juni 1942 in New York City, New York; † 24. Dezember 2024 in Los Angeles, Kalifornien) war ein amerikanischer Musikproduzent.

## Leben
Der in Brooklyn (New York City) als Sohn von Max (Mack) Perry (1914–1985) und seiner Frau Sylvia (geb. Haykin, 1919–2016) geborene Richard Perry besuchte nach der High-School die University of Michigan, wo er 1964 sein Studium mit einem Bachelor für Musik und Theater abschloss. Seine Eltern waren als Musikpädagogen tätig und hatten wichtigen Anteil der Gründung des Musikalienhandels Peripole. Er selbst erhielt eine klassische Ausbildung für Klavier und Oboe, spielte später aber auch Gitarre und Schlagzeug.

### Musikalische Karriere
Noch als Student nahm er in den Jahren 1962 und 1963 erste Platten (Singles und EPs) mit der Doo-Wop-Gruppe The Escorts auf.
1965 begann er als Produzent zu arbeiten, gründete die kurzlebige Produktionsfirma Cloud Nine. 1967 ging er nach Los Angeles, wo er zunächst bei Warner Brothers beschäftigt war. Zu den ersten namhaften Musikern, die er produzierte, gehörten Tiny Tim, Captain Beefheart und die Band Fanny.
Seine größten Erfolge als Produzent feierte Perry in der ersten Hälfte der 1970er Jahre. Er arbeitete unter anderem für Barbra Streisand (Stoney End 1971), Harry Nilsson (Nilsson Schmilsson, Without you 1971), Carly Simon (You're so vain 1972), Ringo Starr (Ringo 1973, Goodnight Vienna 1974). Später kamen unter anderem  Melissa Manchester, Art Garfunkel, Leo Sayer und die Pointer Sisters dazu. Richard Perry gründete zwischenzeitlich wieder ein eigenes Label (Planet Records), war aber vor allem für RCA Records, Columbia Records und weitere tätig. Erwähnenswert sind für die späteren Jahre als Musiker, mit denen er als Produzent kooperierte, unter anderem Diana Ross, Julio Iglesias, Laura Branigan, Ray Charles und Willie Nelson.
Zu seinen erfolgreichsten Produktionen der 2000er Jahre zählen die ersten vier Folgen von Rod Stewarts Projekt The Great American Songbook.
Perry, der in der Musikwelt gern als „Produzent mit dem goldenen Händchen“ bezeichnet wurde, ist zwar mehrfach für einen Grammy nominiert worden, erhielt jedoch erst 2015 den Grammy Trustees Award. Im Jahr 2021 hat er seine Memoiren in Buchform veröffentlicht.

### Persönliches
Richard Perry erkrankte im Alter von zwölf Jahren an Poliomyelitis, konnte diese Krankheit jedoch als Heranwachsender überwinden. Seit 2003 litt er an Parkinson. Perry war zwei Mal verheiratet, von 1974 bis 1976 mit Linda Goldner und von 1987 bis 1988 mit Rebecca Broussard. Von 2009 bis 2017 war er mit Jane Fonda liiert. Er wurde von seinen drei jüngeren Brüdern Roger, Fred und Andrew überlebt.